# Force aérienne tchèque
La Vzdušné síly Armády České republiky (anglais : Czech Air Force, CEF) désigne la force aérienne de la République tchèque. La force aérienne, avec les forces terrestres, comprend la puissance de combat principal des forces armées de la République tchèque. Elle succède, en 1992, à la force aérienne de la Tchécoslovaquie.

## Histoire

### Création
La république tchécoslovaque, née après la Première Guerre mondiale de l’éclatement de l’empire austro-hongrois est géographiquement enclavée et sans accès à la mer ; se considérant comme entourée de voisins potentiellement hostiles, les dirigeants tchécoslovaques ont très tôt considéré comme nécessaire de bâtir une force aérienne. Ainsi est née la devise « L'air est notre mer ».
Le gouvernement tchécoslovaque forma entre les deux guerres son industrie aéronautique essentiellement basée sur la construction sous licence d'avions des pays alliés et de moteurs. Plusieurs grandes sociétés aéronautiques, et quelques entreprises de conception de moteurs, ont ainsi prospéré en Tchécoslovaquie dans les années 1930.
Aujourd'hui, la République tchèque connaît de grands fabricants qui datent de cette époque :
- Walter A.S, fabricant de moteur est aujourd'hui installé à Prague ;
- Aero Vodochody, entreprise de construction aéronautique et automobile tchèque fondée en 1919 et installé à Prague a produit de nombreux avions en construction mixte (bois, métal et toile) comme le MB.200 de Bloch, construit sous licence ;
- Avia est une énorme branche de travail pour la machinerie lourde et de l'organisation industrielle de la défense. Fondée en 1919 dans une ancienne fabrique de sucre dans la banlieue de Prague, Avia a construit de nombreux avions, ainsi que des moteurs, qui sont généralement conçus sous licence Hispano-Suiza. Le niveau du plan tchécoslovaque prit fin durant les années 1930, le B-534 atteint une production totale de 514 unités. Il a été l'un des derniers chasseurs biplan à avoir servi, et aussi l'un des meilleures jamais produits.

### Seconde Guerre mondiale
Pour un article plus général, voir Seconde Guerre mondiale.

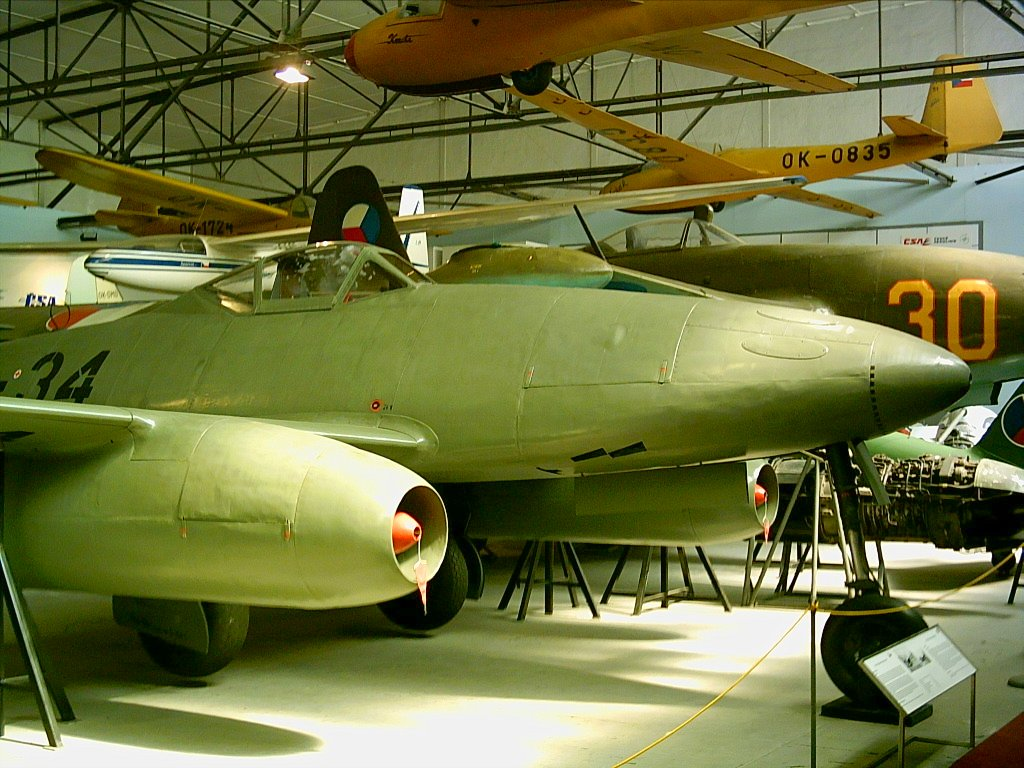
Avia S-92, (version tchèque du Messerschmitt Me 262, construit sous licence par Avia) au musée de Kbely à Prague

Pendant ce temps, la Tchécoslovaquie a été divisée en deux : le Protectorat de Bohême-Moravie — un État directement contrôlées par l'Allemagne nazie — et la République slovaque — un État satellite au IIIe Reich.
De nombreux pilotes tchécoslovaques ont réussi à s'échapper en Pologne et en France, où ils ont aidé à lutter contre la blitzkrieg nazie dans la première période de la guerre, et plus tard en Grande-Bretagne où ils ont créé des escadrons de chasseurs et de bombardiers dans la Royal Air Force, qui ont été une composante aérienne de l'armée tchécoslovaque en exil sur les îles britanniques. L'as tchèque, Josef František, est devenu sans conteste le meilleur pilote de chasse allié de la bataille d'Angleterre. D'autres pilotes tchèques et slovaques continuent à se battre contre les Allemands en Union soviétique.
Sous la domination allemande, tous les avions tchécoslovaques ont été absorbés dans la Luftwaffe — et les énormes fabricants de base tchécoslovaque ont été convertis pour produire des moteurs et avions allemands.
Après la fin de la guerre, en 1945 quatre escadrons tchèques de la RAF, le No.310, le No.311, le No.312, et le No.313 Squadron ont tous été renvoyés en Tchécoslovaquie et devinrent une partie des forces armées tchèques.

### Guerre froide

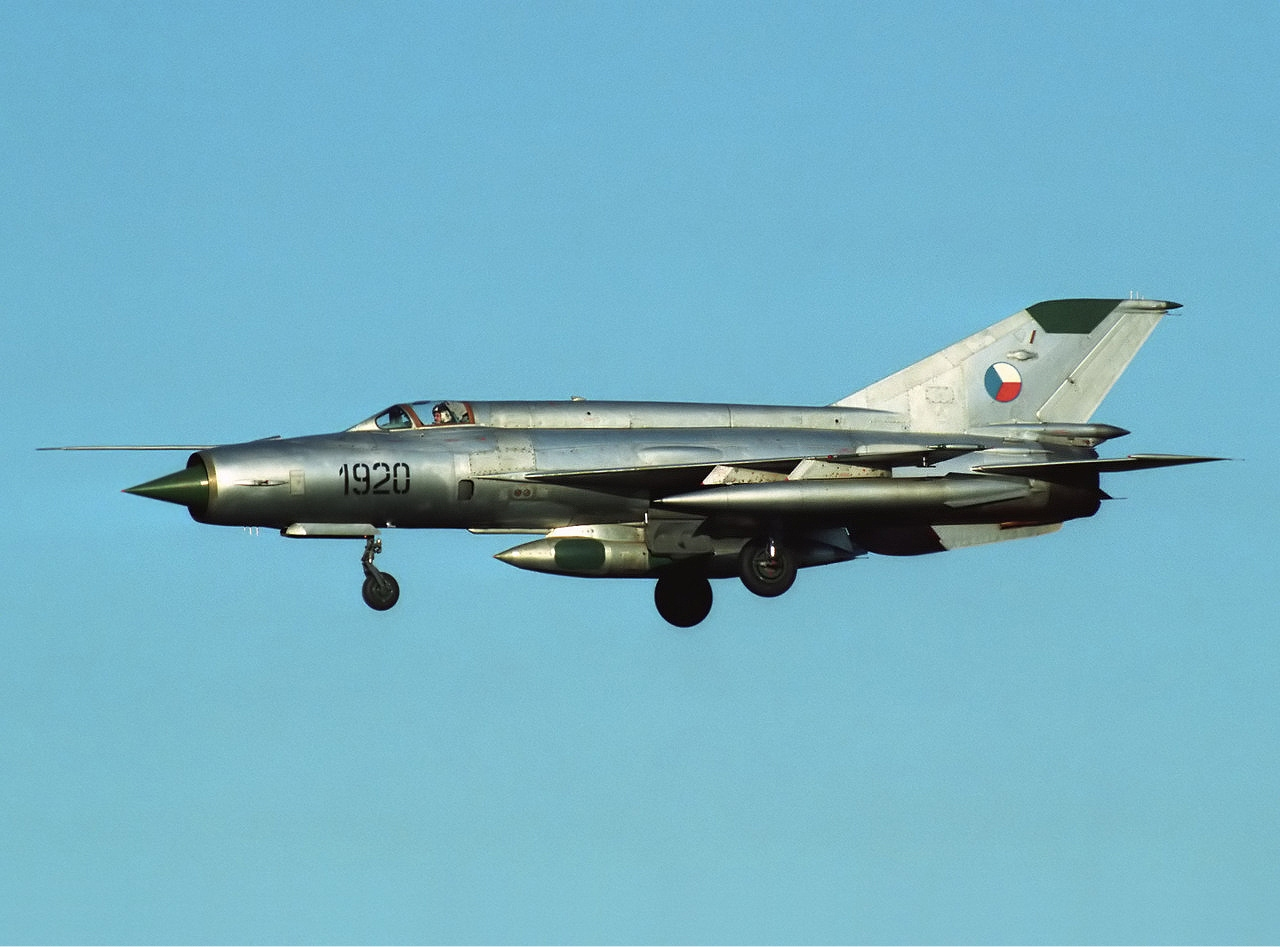
MiG-21 tchécoslovaque en 1991.

Durant la guerre froide, la république socialiste tchécoslovaque fondé en 1948 a été membre du Bloc de l'Est, allié à de l'Union soviétique, et en 1955, membre du Pacte de Varsovie. C'est ainsi pour cette raison que la Force aérienne tchécoslovaque a utilisé des avions de fabrication soviétique. Les types d'aéronefs étaient pour la plupart des MiG. Les chasseurs MiG-15, MiG-19 et MiG-21F a été produit sous licence, et les MiG-23 MF ont été achetés en 1970, accompagné par des MiG-23ML et MiG-29 dans les années 1980.
La bataille aérienne de Merklín le 10 mars 1953 voit lors d'un incident de frontière le pilote tchèque Jaroslav Šrámek (en), aux commandes d'un MiG-15 (du 5e régiment de chasse, 2e escadron, base aérienne de Plzeň-Líně), leader d'une patrouille de deux appareils, abattre l'un des appareils d'une paire de F-84E Thunderjet américains du 53e escadron de chasseurs-bombardiers, 36e escadre de chasseurs-bombardiers, 12e force aérienne. C'est la seule victoire aérienne contre un avion de chasse de l’aviation tchécoslovaque durant la guerre froide.
En mai 1987, deux jets de la Force aérienne tchèque décollent afin d'abattre un ingénieur tchécoslovaque qui tente d'échapper à son pays d'origine via un ULM. Après un vol d'environ seize kilomètres à l'ouest la frontière allemande, réfugié, mais à court de carburant, il a atterri en toute sécurité dans une forêt de Bavière, juste avant les chasseurs tchèques puissent l'intercepter.

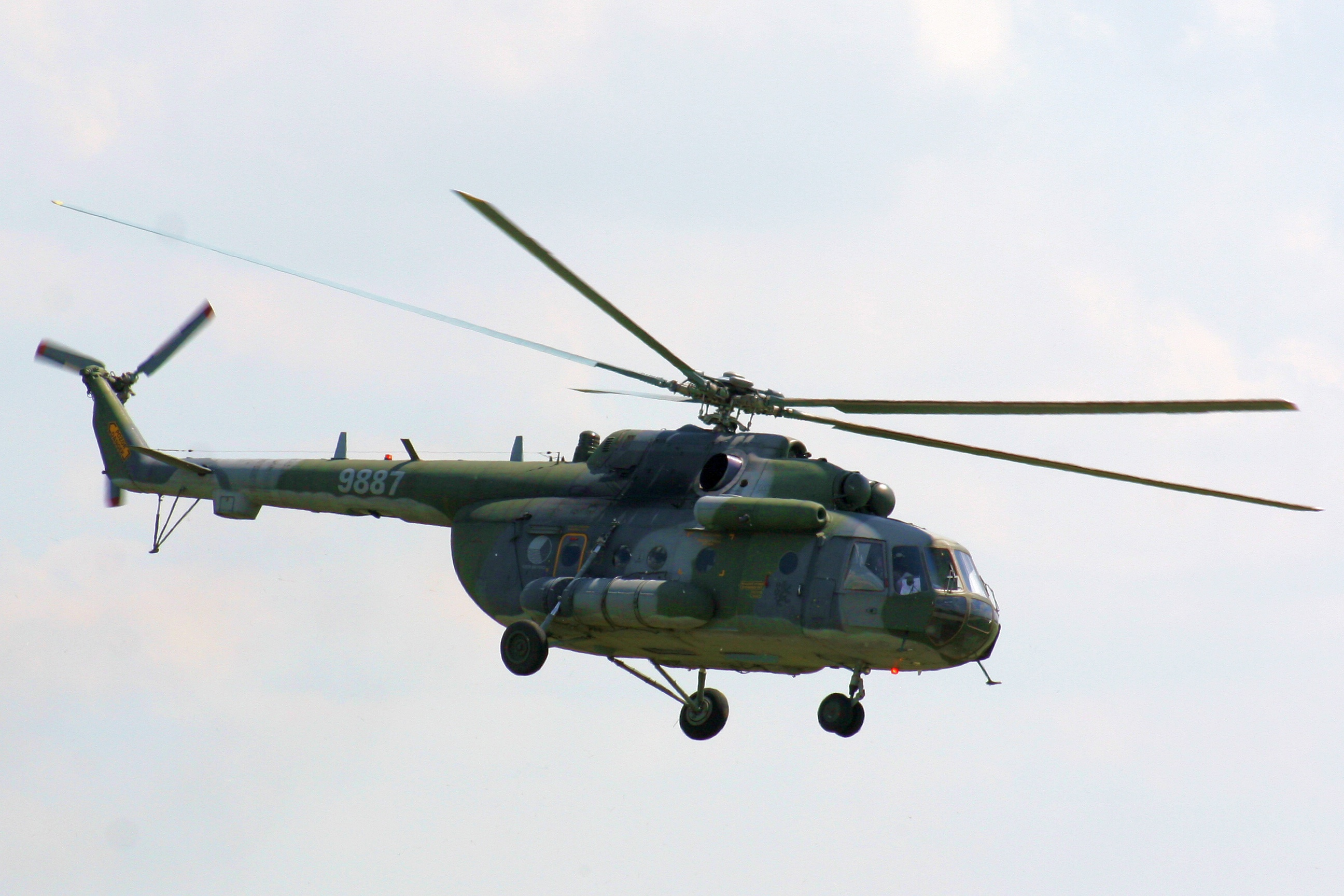
Mil Mi-17 de la Force aérienne tchèque au décollage de la base aérienne Čáslav.

Pendant les années 1980 et au début des années 1990, l'Armée de l'air de Tchécoslovaquie se composait de la 7e Armée de l'air, qui avaient des fonctions de défense aérienne, et de le 10e Armée de l'Air, responsable du terrain et des forces de soutien. La 7e Armée de l'Air avait deux divisions aériennes et trois régiments de chasseurs. La 10e Armée de l'Air avait deux divisions aériennes et un total de six régiments de chasseurs. Il y avait aussi deux régiments de reconnaissance, deux régiments de transport, trois régiments de formation, et deux régiments d'hélicoptères.

### Révolution de velours et éclatement de la Tchécoslovaquie
Les deux parlements des deux nouveaux États de la République tchèque et la Slovaquie, dissolvent leur union le 1er janvier 1993. Les avions de la force aérienne de Tchécoslovaquie sont alors partagé et les deux tiers reviennent à la Tchéquie, ce qui oblige la Force aérienne slovaque à se reformer. Cependant les 18 MiG-29 ont été partagés en parts égales entre les deux pays .

### République tchèque
Cette séparation a vu une forte réduction des types et du nombre d'aéronefs ainsi que des bases. 1994 a vu la création du 3e corps tactique de armée de l'air. L'avion de combat le plus récent dans l'arsenal de la Force aérienne tchèque était le MiG-29. Mais le seul kit de maintenance générale a été donné à la nouvelle République slovaque, et tout le matériel a été divisé avec la Slovaquie, ce qui donna ainsi des coûts de maintenance trop élevés. Outre les coûts déraisonnablement élevés, les coûts de la spéculation pour les pièces détachées importées en provenance de Russie, ont été réalisés par des sociétés tierces (les rotors du Mil Mi-24 ont été surévalués de 400 %), ce qui a abouti à un échange de dix MiG-29 contre des hélicoptères de sauvetage PZL W-3A Sokół polonais. C'est pourquoi dix chasseurs de supériorité aérienne ont été échangés pour onze hélicoptères légers, un échange qui pour nombreux est considéré comme très inégal. Le fer de lance de l'escadre a donc été le MiG-23. Cet avion a participé à des exercices avec les forces aériennes de l'Ouest, où les MiG-23ML ont été capables de surpasser les Mirage III, F1C, 2000 et F-4F grâce à des manœuvres verticales et à l'accélération.Comme la République tchèque est devenue membre de l'OTAN en 1999, elle a commencé à réviser et à actualiser son inventaire d'aéronefs. Par conséquent, l'acquisition d'un certain nombre de nouveaux chasseurs de fabrication OTAN a été pris en considération. Les MiG-23MF ont été retirés en 1994, et le MiG-21 a été rétabli pendant la période de transition censé être l'achat d'un nouvel avion de chasse - qui s'est avéré être le nouveau avion multi-rôles suédois, le JAS-39 Gripen. En raison des inondations dévastatrices qui ont frappé le pays au cours de l'année 2002, le marché a été mis hors tension.
Un nouvel appel d'offres international a été émis pour une solution provisoire. Le Gripen a de nouveau remporté cet appel d'offres parmi les six nommés, et la République tchèque a accepté d'en louer quatorze durant dix ans au gouvernement suédois. Le 16 mai 2014, un nouvel accord est signé pour une prolongation de la location de 12 ans supplémentaires (2015-2027), incluant une modernisation des appareils.
Le standard C/D MS19 des Gripen tchèques passera également au standard MS20 qui comprend : de nouvelles radios cryptées et une liaison de donnée L16. Des lunettes de vision nocturne compléteront également l’équipement des pilotes.
En décembre 2008, l'armée de l'air tchèque avait pour projet de former des pilotes d'hélicoptères pour des conditions désertiques, afin de participer à sa mission en Afghanistan. Malheureusement, aucun pays n'a proposé son aide, à l'exception d'Israël,.
En 2015, la location des JAS-39 Gripen de la Suède est renouvelée; en juin 2025, on annonce qu'il me sera jusqu'en 2035.
La Force aérienne de la République tchèque a commandé quatre CASA-295M, avec le premier avion livré en janvier 2010. Ils remplacent les avions de transport russes Antonov An-26. Le ministère de la Défense tchèque doivent également discuter de l'achat d'avions de transport américains C-130 Hercules.
La force aérienne disposera de 16 L-159A monoplace et 8 L-159T1 biplace en novembre 2017.
En 2019, un contrat est signé pour le remplacement des hélicoptères Mil-24 par 4 Bell AH-1Z Viper (en) et 8 Bell UH-1Y Venom. 2 UH-1Y Venom et 6 AH-1Z Viper sont fournis par les États-Unis en échange de l'aide militaire envoyée à la suite de l'invasion de l'Ukraine par la Russie de 2022 aux forces ukrainiennes dont des Mil-24. Soit dix appareils de chaque type réceptionné à partir du 12 avril 2023. Les dix-sept derniers Mil Mi-24V/Mi-35 Hind encore en dotation sont retirés le 16 octobre 2023 puis transférer à l'Ukraine.
Début juillet 2022,  le premier ministre tchèque, Petr Fiala, indique qu'un pacte de protection aérienne était établi afin que l'aviation de son pays protège l'espace aérien de la Slovaquie. Le 19 août 2022 huit Bell AH-1Z Viper et deux UH-1Y Venom sont prélevés sur les stocks de l’US Marines Corps pour être offert à la Force aérienne en plus de ceux commandés.
En 2023, Prague décide d'acheter 35 avions de chasse F-35A fabriqués aux États-Unis pour 6,5 milliards de dollars la livraison est prévue pour 2035.

## Structure des forces
[Quand ?]
- État-Major des Armées,  Prague
  - Commandement des Forces Interarmées,  Prague
    - 21e Base Aérienne Tactique de Zvolenská, Čáslav[15]
      - 211e Escadron d'appui tactique, JAS 39C/D Gripen
      - 212e Escadron d'appui tactique, L-159A/L-159T1 ALCA
      - 213e Escadron d'entraînement, L-159A/T1/T2 ALCA

    - 22e Base d'hélicoptères de Biskajská, Náměšť nad Oslavou[16]
      - 221e Escadron d'hélicoptères, AH-1Z, UH-1Y[17], Mi-24V/Mi-35; Mi-17/Mi-171Sh
      - 222e Escadron d'hélicoptères, Mi-17/Mi-171Sh

    - 24e Base de transport de T.G. Masaryka, base aérienne Prague-Kbely
      - 241e Escadron de transport, A319CJ
      - 242e Escadron de transport, CASA C-295 ; L-410FG/UVP-E
      - 243e Escadron d'hélicoptères, Mil Mi-8 ; Mil Mi-17 ; PZL W-3
      - Détachement SAR à Plzeň, PZL W-3

    - 25e Régiment de missiles de défense aérienne de Tobrucký, Strakonice
    - 26e Régiment de contrôle et de surveillance, Stará Boleslav

Centre de Formation Aérienne, Pardubice (fait partie d'une entreprise publique LOM Praha s.p.)
- L-39C, L-410UVP, Z 142CAF, E-480, Mi-17, EV-97, Z 43

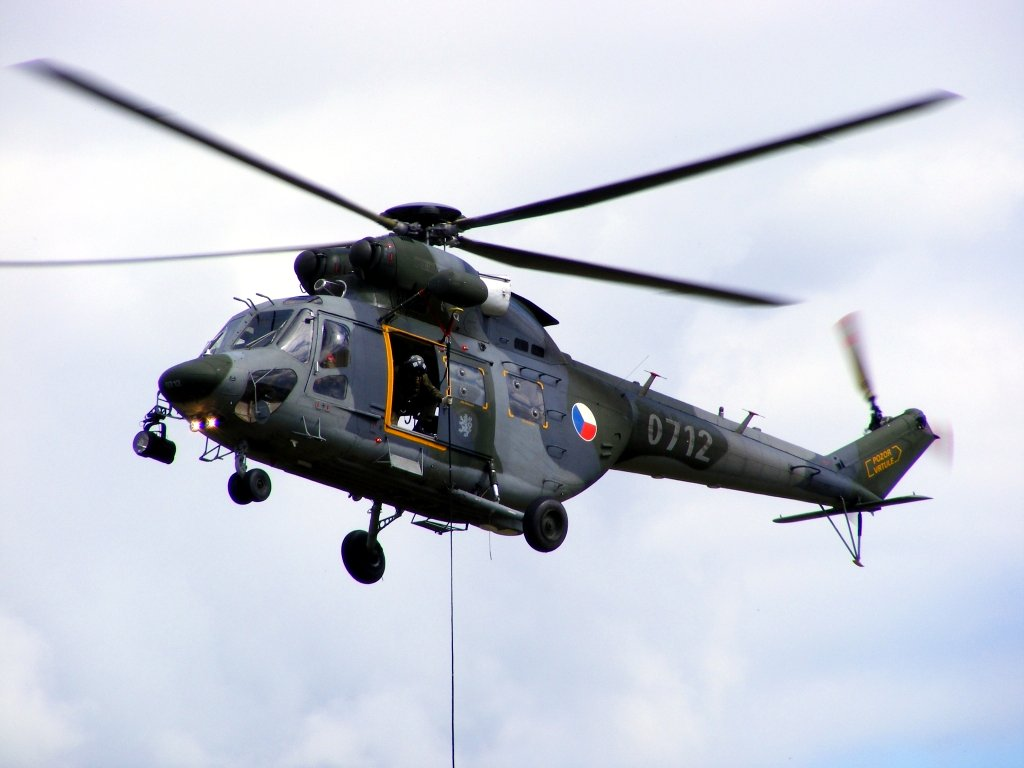
PZL W-3 de la Vzdušné síly Armády České republiky.

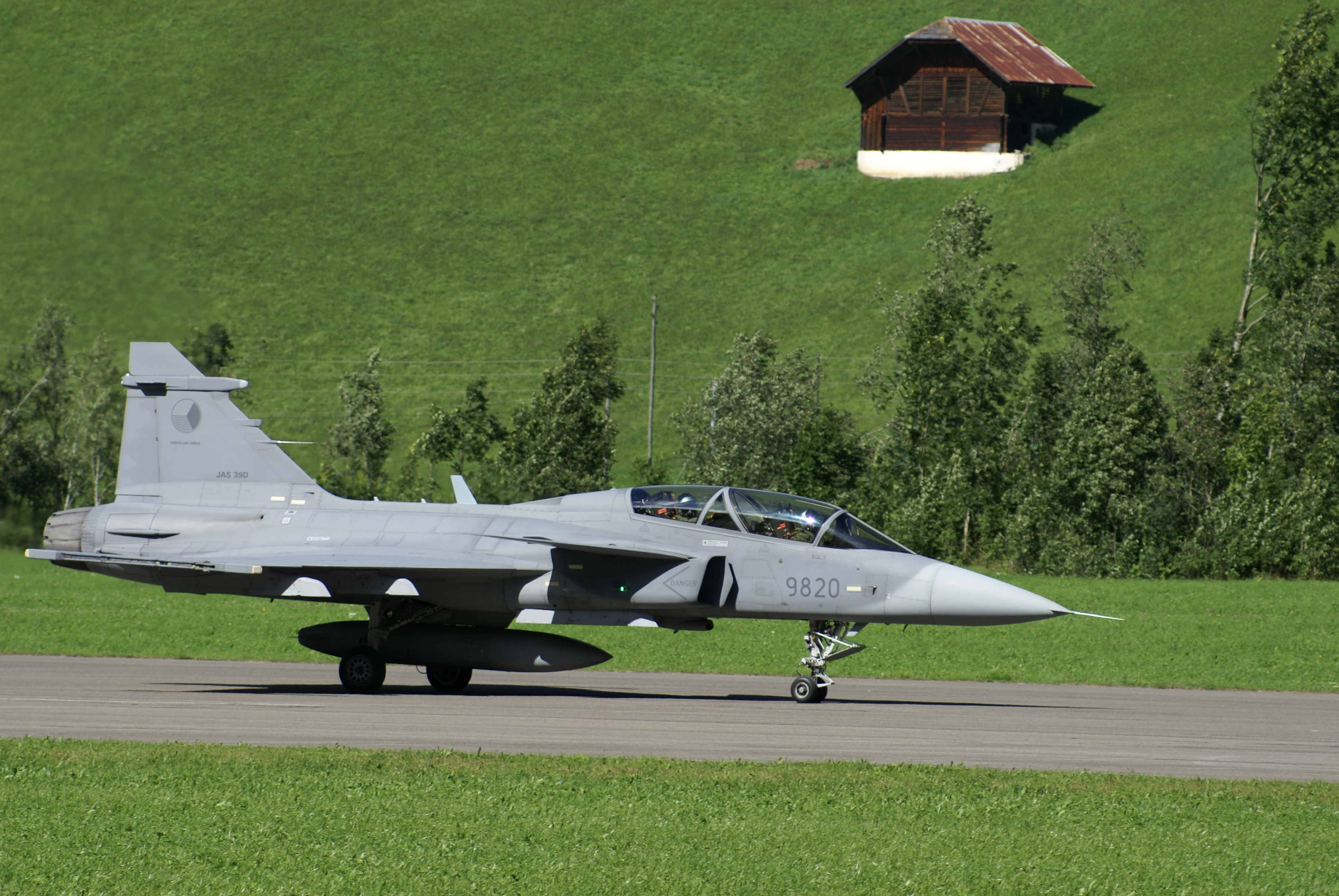
Gripen biplace tchèque.

## Aéronefs
Les appareils en service en 2023 sont les suivants :

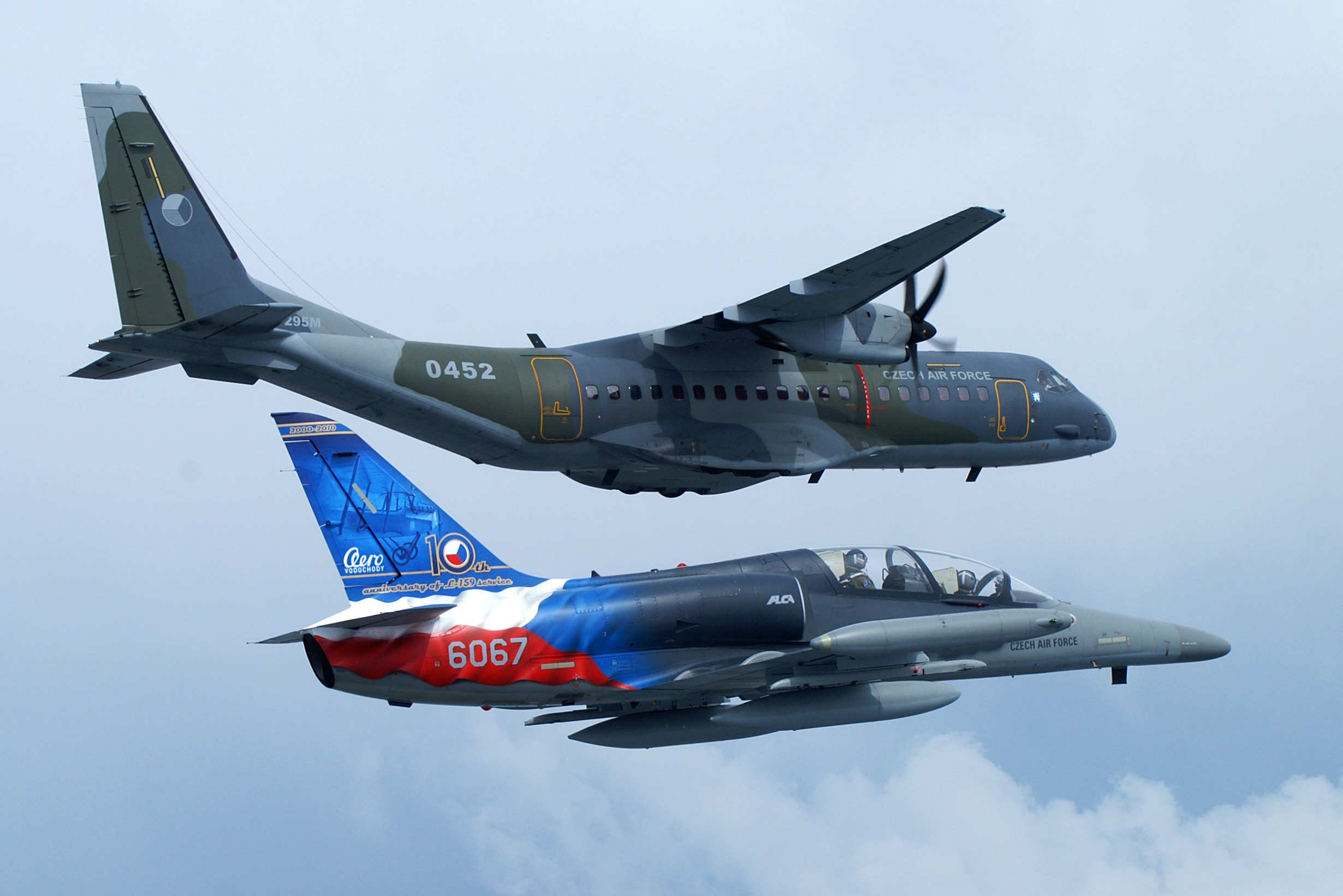
Un Casa C-295M et un Aero L-159 Alca de l'armée de l'air tchèque

| Aéronefs               | Origine                  | Type                                     | En service      | Versions             | Notes                                                          |
| Avion de chasse        | Avion de chasse          | Avion de chasse                          | Avion de chasse | Avion de chasse      | Avion de chasse                                                |
| ---------------------- | ------------------------ | ---------------------------------------- | --------------- | -------------------- | -------------------------------------------------------------- |
| Saab JAS 39 Gripen     | Suède                    | Avion multirôle                          | 12 2            | JAS 39C JAS 39D      | Contrats de location allongés à 30 ans (2005-2035) à la Suède. |
| Avion d'attaque au sol |                          |                                          |                 |                      |                                                                |
| Aero L-159 Alca        | Tchéquie                 | Avion d'attaque au sol                   | 16              | L-159A               |                                                                |
| Avion-école            |                          |                                          |                 |                      |                                                                |
| Aero L-159 Alca        | Tchéquie                 | Avion d'entraînement et d'attaque au sol | 5 3             | L-159T1 L-159T2      |                                                                |
| Avion de transport     |                          |                                          |                 |                      |                                                                |
| CASA C-295             | Espagne                  | Avion de transport                       | 4 2             | C-295M C-295MW       |                                                                |
| Let L-410 Turbolet     | Tchécoslovaquie          | Avion de transport                       | 4 2             | L-410UVP-E L-410FG   |                                                                |
| Airbus A319            | Union européenne         | Transport de VIP                         | 2               | A319CJ               | En remplacement du Tu-154M                                     |
| Hélicoptère            |                          |                                          |                 |                      |                                                                |
| Mil Mi-8               | Union soviétique/ Russie | Hélicoptère de transport                 | 1               | Mi-8S                |                                                                |
| Mil Mi-17              | Union soviétique/ Russie | Hélicoptère de transport                 | 5 15            | Mi-17A Mi-17-1Sh/ShM |                                                                |
| Mil Mi-24              | Union soviétique/ Russie | Hélicoptère de combat et transport léger | 3               | Mi-24V               | Retiré 2023                                                    |
| Mil Mi-35              | Russie                   | Hélicoptère de combat et transport léger | 10              | Mi-35E               | Retiré 2023                                                    |
| PZL W-3                | Pologne                  | Hélicoptère utilitaire polyvalent        | 10              | W-3A                 |                                                                |
| Bell AH-1Z             | États-Unis               | Hélicoptère de combat                    | 4               | AH-1Z                | [ 17 ]                                                         |
| Bell UH-1Y             | États-Unis               | Hélicoptère utilitaire polyvalent        | 2               | UH-1Y                |                                                                |